# 舟島駅
舟島駅（ふなじまえき）は、かつて熊本県鹿本郡植木町（現・熊本市北区）植木町余内にあった山鹿温泉鉄道の駅（廃駅）である。

## 歴史

### 年表
- 1955年（昭和30年）4月1日：山鹿温泉鉄道の駅として開業。
- 1960年（昭和35年）12月1日：山鹿温泉鉄道、全線で休止。
- 1965年（昭和40年）2月4日：山鹿温泉鉄道、全線廃止に伴い当駅も廃止。

### 駅名の由来
合志川対岸にある地区名（植木町舟島）から。

## 駅構造
1面1線のホームを持つ地上駅。無人駅であった。

## 駅周辺
- 熊本県道53号植木インター菊池線
- 熊本県道330号熊本山鹿自転車道線 - 鉄道廃線転用自転車道路
- 熊本市立植木北中学校
- 産交バス「余内」停留所

## 現在
- 線路跡は自転車道に転用されている。

## 隣の駅
山鹿温泉鉄道
山鹿温泉鉄道線
肥後豊田駅 - 舟島駅 - 伊知坊駅